# استپان هاوزر
استپان هاوزر (صربی‌کرواتی: Stjepan Hauser؛ زادهٔ ۱۵ ژوئن ۱۹۸۶) نوازنده ویولنسل و موسیقیدان اهل کرواسی است.
او به همراه لوکا شولیچ یکی از اعضای گروه توچلوز است.